# 紀元曆
《紀元曆》是中国古代曆法，北宋姚舜辅編纂，屬於陰陽曆。施行於北宋末年、南宋初年。
《紀元曆》计算出1太陽年为365.24262139日，1朔望月为29.53058984日。岁差约73年西退一度，近点月为27.5547311日。史称《紀元曆》岁实、朔策为古今历法之冠。散失於靖康之变，建炎南渡後宋高宗重购得，后来推行《统元历》。宋徽宗大观元年（1107年）施行《紀元曆》，一说启用于崇宁五年（1106年），停用於南宋绍兴五年（1135年）或绍兴六年（1136年）。步五星以火星、土星最密。姚舜辅创立观测金星定太阳位置的方法，提高了测算太阳精度。